# Damien Duff
Damien Anthony Duff (Dublín, 2 de març de 1979) és un futbolista irlandès que juga a la Premier League anglesa amb el Fulham FC. Ha estat internacional durant 14 anys amb la selecció irlandesa, jugant com a capità de l'equip a la Copa del Món de Futbol de 2002 i al Campionat d'Europa de futbol 2012. És un dels 5 futbolistes irlandesos que han estat internacionals 100 cops o més.
Duff ha jugat amb els Blackburn Rovers FC (1996-2003), amb els quals va guanyar un cop la Football League Cup, amb el Chelsea FC (2003-2006), dos cops la Premier League i una altra League Cup, i amb el Newcastle United FC (2006-2009), amb el qual va guanyar la Copa Intertoto de la UEFA 2006. Amb el Fulham, el seu club actual des del 2009, va jugar la final de la Copa de la UEFA de 2010 contra l'Atlètic de Madrid.